# Sebastián Herrero Espinosa de los Monteros
Sebastián Herrero Espinosa de los Monteros, C.O. (Cádiz, 20 de junho de 1822 - Valência, 9 de dezembro de 1903), foi um religioso espanhol que foi cardeal arcebispo de Valência.

## Biografia
Nasce no seio de uma família nobre, descendente dos marqueses de Monte Olivar por linha materna. Estuda Humanidade e Filosofia.
Começa exercendo a profissão de advogado em Morón, até que em 1856 decide ingressar no sacerdócio. Assim, entra na Congregação do Oratório de São Felipe Neri e em 1860 é ordenado sacerdote.
Em setembro de 1875 é feito bispo de Cuenca pelo Papa Pio IX sendo nomeado em novembro daquele ano. Em dezembro de 1876 é nomeado bispo de Vitoria, posto que renuncia em junho de 1880 por problemas de saúde.
Em março de 1882 é nomeado bispo de Oviedo, posto que ocupou até março de 1883, quando recebeu o cargo de bispado de Córdoba.
Em março de 1898 é nomeado pelo Papa Leão XIII arcebispo de Valência e cinco anos mais tarde é nomeado cardeal.
Em 1903 participa do conclave para a eleição do novo papa (Pio X), após a morte de Leão XIII.
Falece em Valência em 1903, sendo enterrado na capela da catedral.